# Somewhat Damaged
Somewhat Damaged es una canción de Nine Inch Nails, lanzada en su disco doble The Fragile.

## Canción
Es la pista inicial del disco 1 (Left) del disco doble The Fragile y se encuentra unida a la segunda pista The Day the World Went Away. Es una de las pistas más duras de los 2 discos, junto a "The Wretched", "Starfuckers, Inc." y a "No, You Don't". Es una canción que se encuentra presente ocasionalmente en los conciertos de Nine Inch Nails desde su debut en vivo en la gira Fragility. Es comúnmente interpretada al inicio de los conciertos. Una versión en vivo aparece como material extra en el DVD Beside You in Time con una introducción diferente a su versión original.

## Personal
- Escrita y compuesta por Trent Reznor y Danny Lohner
- Todos los instrumentos interpretados por Trent Reznor
- Guitarras adicionales interpretadas por Danny Lohner